# جائزة بريطانيا الكبرى 1971

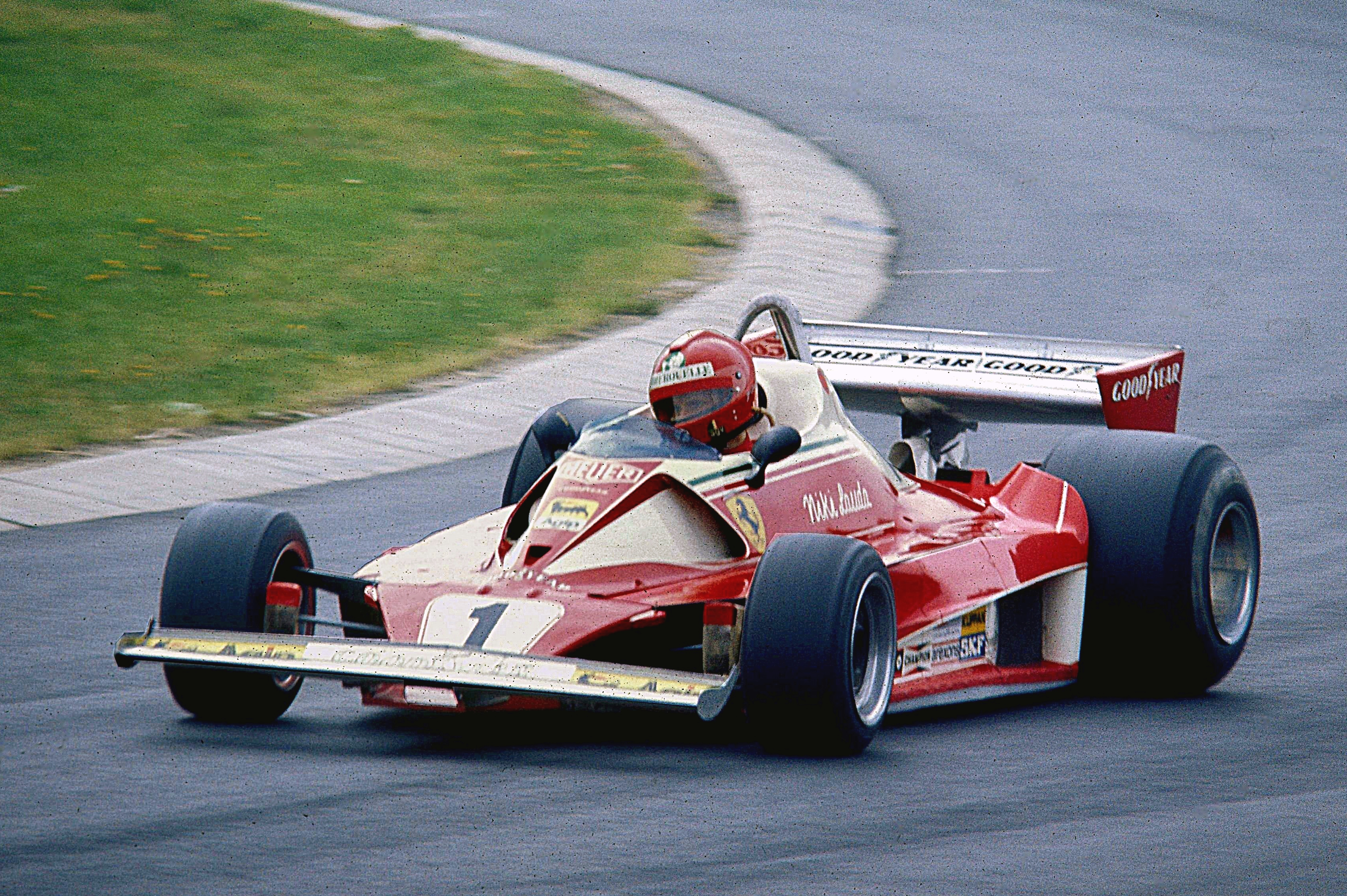
سيارة سباق

جائزة بريطانيا الكبرى 1971 هو سباق فورمولا 1 أقيم بتاريخ 17 يوليو 1971 في حلبة سلفرستون، إنجلترا. كان السادس من أصل 11 في بطولة العالم لسباقات الفورمولا واحد موسم 1971. حلّ البريطاني جاكي ستيورات أولا.